# ヤマハマリントラスト店
ヤマハマリントラスト店（YAMAHA MARINE TRUST SHOP）とは、日本全国に展開するヤマハ発動機の正規販売店である。

## 概要
ヤマハ発動機が製造販売するマリンジェットや船外機、ボート、マリンディーゼルの日本国内向けの船舶、マリン用品だけでなく、日本国外向け船種やマリン用品の逆輸入モデル、また一部の店舗では、ATV（全地形対応車）、スノーモービル、電動アシスト自転車PAS、オートバイも取り扱っている。
ツーリングやクルージング、レース観戦といったイベントや、小型船舶教習所として教習を行っている店舗もある。